# Đắk Sôr
Đắk Sôr là một xã thuộc huyện Krông Nô, tỉnh Đắk Nông, Việt Nam.

## Địa lý
Xã Đắk Sôr nằm ở phía bắc huyện Krông Nô, có vị trí địa lý:
- Phía đông giáp xã Nam Đà và tỉnh Đắk Lắk
- Phía tây giáp huyện Đắk Mil và xã Nam Xuân
- Phía nam giáp xã Nam Đà
- Phía bắc giáp các huyện Đắk Mil và Cư Jút.

Xã có diện tích 27,64 km², dân số năm 2007 là 4.023 người, mật độ dân số đạt 146 người/km².

## Lịch sử
Ngày 18 tháng 10 năm 2007, Chính phủ ban hành Nghị định 155/2007/NĐ-CP. Theo đó, thành lập xã Nam Xuân trên cơ sở điều chỉnh 2.394 ha diện tích tự nhiên và 6.687 người của xã Đắk Sôr, 619 ha diện tích tự nhiên của xã Nam Đà.
Sau khi điều chỉnh địa giới hành chính, xã Đắk Sôr còn lại 2.764 ha diện tích tự nhiên và 4.023 người.